# バガボンド (企業)
株式会社バガボンド（英：Vagabond Co.,Ltd.）は、「FirstClass」を使用したパソコン通信等の情報通信サービスおよび情報提供サービス等を行っていた、かつて存在した日本の企業。
平成15年（2003年）にネットアンドセキュリティ総研株式会社へ商号変更された。
なお、井上雄彦による同名の日本の漫画作品とは無関係である。

## 概要

### 有限会社バガボンド
平成7年（1995年）10月に、アーティストで空間プロデューサーの角章が、代表を務める株式会社シンクロニシティの子会社として中込知野と共に、南青山にあった角章の自宅にて有限会社バガボンドを設立登記し、初代社長は中込知野が就任した。
iMacやWindows 95の登場によって先進的なクリエーターがPCを利用することが増えてきたため、「おうちで遊び場をつくろう」を合言葉に、パソコン通信で遊べる環境を提供開始した。
パソコン通信のサービス名である「Vagabond23」は、「東京23区の放浪者」を意味する。
当初は資金的に余裕がなく、既存のパソコン通信のプラットフォームである「FirstClass」をベースに構築していた。
Vagabond23は、スタート段階から『東京遊民』（日本テレビ）『パイナップル』（WOWOW）とタイアップし、「ネット裏」として番組の裏情報を発信し、ネットとメディアの融合の先鞭の役割を果たした。
グラフィカルな画面とリッチな音声（シタールの調べにクリス・ペプラー氏が「Vagabond23」と発生する音声ロゴでスタートしていた）は、既存のパソコン通信とは全く違った世界観を創造し、注目を集めていた。
森永博志、野村よっちゃん、林家ペー、林家パー子、などの文化人や東京スポーツ、週刊文春などのゴシップまでオールタナティブでエッジィなコンテンツを随時更新しており、パソコン通信をオタクの世界からおしゃれな世界へイメージ転換させることに成功したことで、創業翌年の平成8年（1996年）には、NTTが選ぶ３大ネット企業に選出された。

### 株式会社バガボンド
パソコン通信時代のISDN回線からインターネット回線の普及に伴いプラットフォームを移行し、コンテンツを更に充実させて事業拡大するため、平成9年（1997年）1月に「株式会社バガボンド」へ組織変更し、取締役会を設置するなど経営体制を大きく変更した。
当初の発行済株式数は800株（額面5万円）であったが、平成13年には約10倍の8,349株となり、資本金は最大で4億1,745万円まで増資された。
平成15年（2003年）5月に「エッジ株式会社（旧：オン・ザ・エッヂ、後の株式会社ライブドア＝LDH）」に全株式を譲渡し、平成15年（2003年）12月には「ネットアンドセキュリティ総研株式会社」に社名が変更登記され、「株式会社バガボンド」の商号は消滅した。